# Ladislao Kubala
László Kubala, född 10 juni 1927, död 17 maj 2002, ungersk/spansk fotbollsspelare. Kubala var en av 1950-talets allra främsta spelare.
Kubala, jämnårig med legendariske landsmannen Ferenc Puskas, inledde karriären i Ferencváros 1943. Efter kommunisternas maktövertagande lämnade han sitt hemland 1947. Därmed var han inte med i Ungerns klassiska landslag i VM 1954 vilket anses vara det bästa landslag som aldrig blev världsmästare (han hade varit given i laget annars). 1950 skrev han på för FC Barcelona och stannade i den spanska storklubben fram till 1961.
Många andra storklubbar var emellertid intresserade av honom, bland annat Torino och Barcelonas ärkerival Real Madrid innan han skrev på för Barcelona. Bland lagkamraterna återfanns från 1958 ungrarna Sándor Kocsis och Zoltán Czibor som "Barca" köpte efter rekommendationer från Kubala. Under dessa år vann han allt, som går att vinna på klubbnivå, utom Europacuptiteln (föregångaren till Champions League). Barcelona var i final 1961 men förlorade mot Benfica med 2-3.
Kubala anses av många vara Barcelonas bäste spelare genom tiderna. Han har även blivit framröstad till den näst bäste spanske spelaren någonsin efter Alfredo Di Stéfano. Pradoxalt nog spelade Kubala (liksom Di Stéfano) aldrig en VM-match. Från att i första hand ha varit fruktad målskytt blev Kubala i slutet av Barçakarriären istället den mästerlige speldirigenten. Han gjorde 277 mål på 349 matcher i Barcelonatröjan. Efter avslutad karriär var han tränare för både spanska landslaget och Barcelona. 
Kubala är begravd i Barcelona.

## Meriter

### Med Barcelona
- 4 ligatitlar
- 5 cuptitlar
- 2 titlar i spanska supercupen
- 2 Mässcuptitlar (föregångare till Uefacupen)
- 1 titel i Copa de Latina

### Landskamper
- 3 för Ungern
- 6 för Tjeckoslovakien
- 19 för Spanien